# Astéroïdes troyens de la Terre
Pour un article plus général, voir Troyen (astronomie).

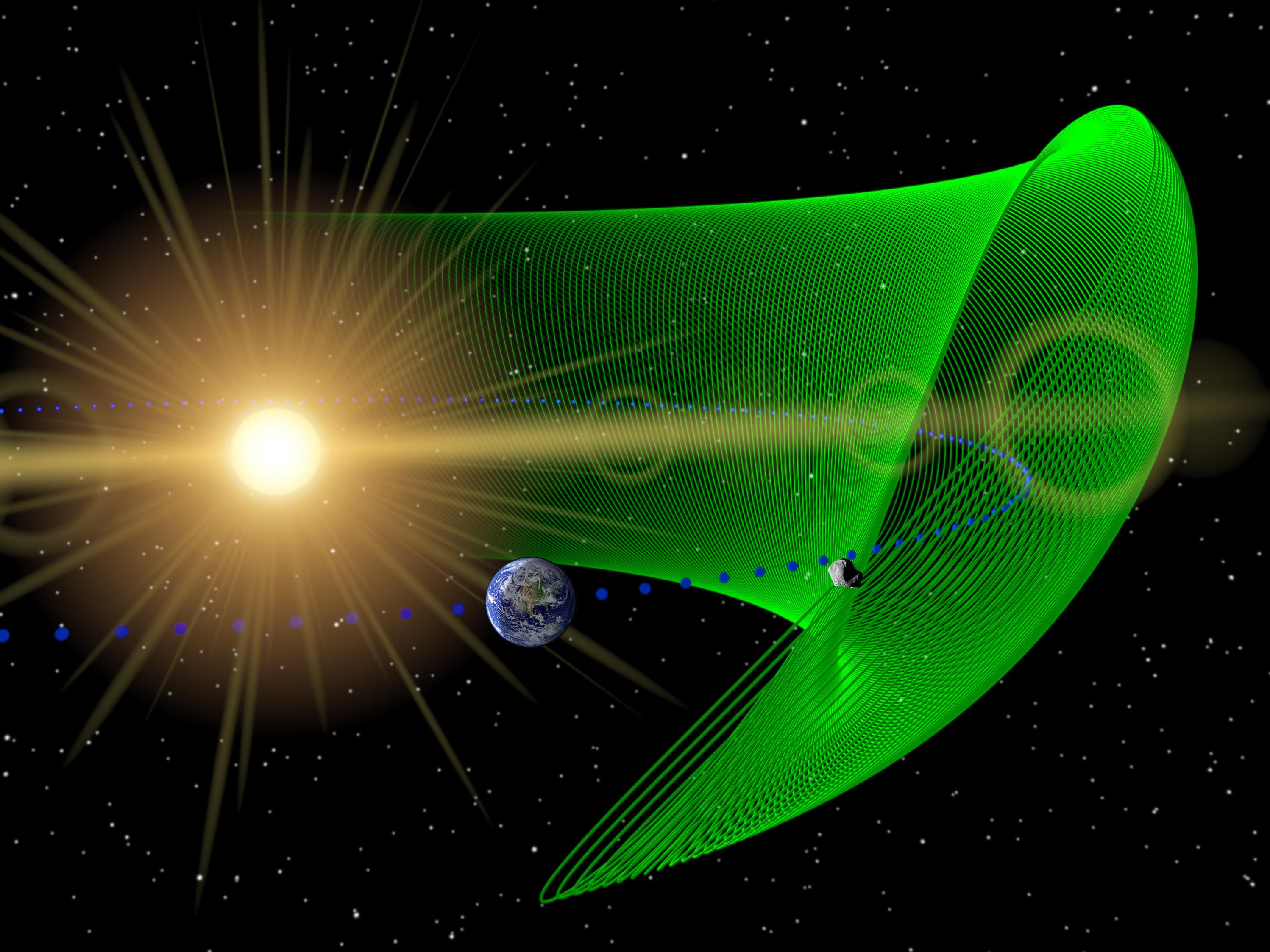
Orbite de, premier astéroïde troyen de la Terre connu autour du point L_{4}.

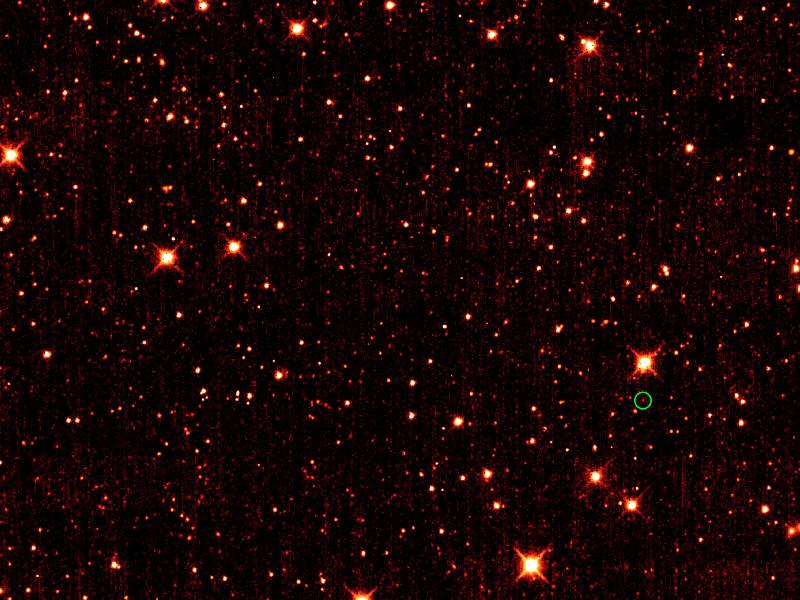
est situé dans le cercle vert en bas à droite.

Un astéroïde troyen de la Terre est un astéroïde dont l'orbite héliocentrique est en résonance 1:1 avec celle de la Terre et qui est situé aux alentours d'un des deux points stables de Lagrange, L4 ou L5, du couple Soleil-Terre, c'est-à-dire qui est situé à environ 60° en avance ou en retard sur la Terre. La période de révolution d'un tel astéroïde est similaire à celle de la Terre, son orbite est similaire à l'orbite moyenne de la Terre.
Sous ce nom sont désignés également les objets en orbite géocentrique autour des points L4 et L5 du système Terre-Lune, c'est-à-dire 60° en avance ou en retard par rapport à la Lune sur son orbite autour de la Terre.

## Troyens du système Soleil-Terre

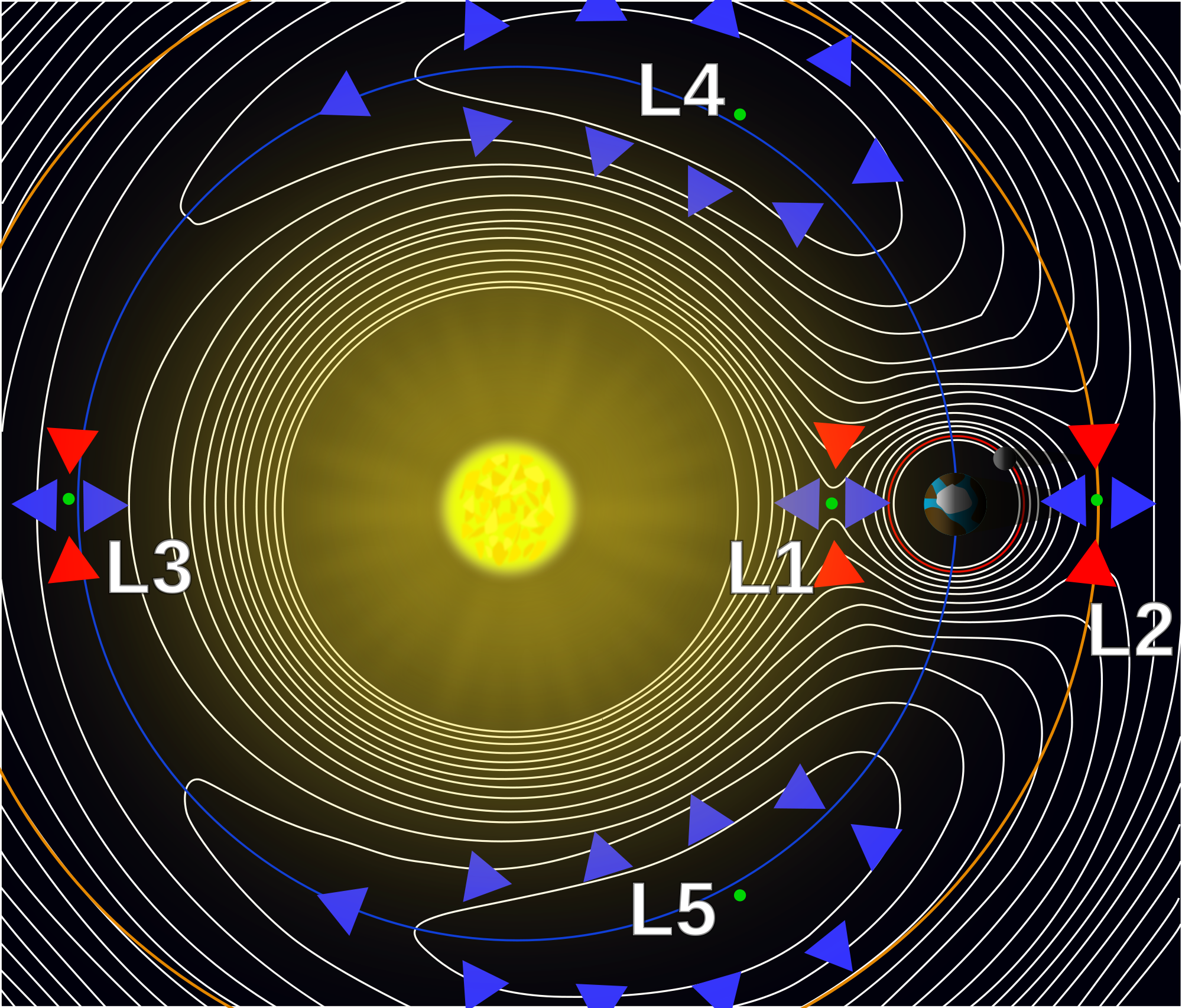
Les cinq points de Lagrange du système Soleil-Terre.

Au 8 février 2022, deux troyens du système Soleil-Terre sont connus , tous deux autour du point L4 :
- (706765) 2010 TK7
- (614689) 2020 XL5, astéroïde géocroiseur d'un peu plus d'un kilomètre de diamètre [2] découvert le 12 décembre 2020 avant d'être confirmé.

## Troyens du système Terre-Lune

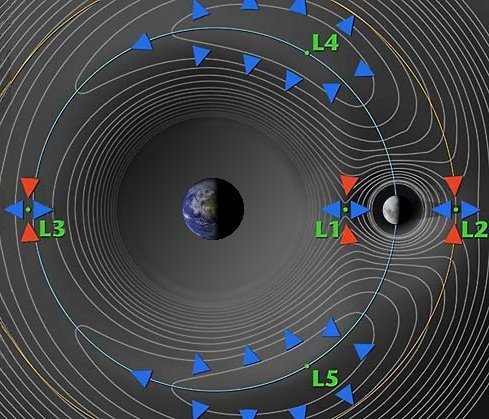
Les cinq points de Lagrange du système Terre-Lune.

Aucun astéroïde troyen du système Terre-Lune n'est à proprement parler connu à ce jour (avril 2013), mais de grandes concentrations de poussières, appelées nuages de Kordylewski, pourraient se trouver autour des points L4 et L5 du système.